# Velbastaður
Velbastaður is een dorp behorende tot de gemeente Tórshavnar kommuna in het westen van het eiland Streymoy op de Faeröer. Velbastaður heeft 220 (2015) inwoners. De postcode is Fo 176. Vanuit Velbastaður is er een fraai zicht over de Hestsfjørður fjord op de eilanden Hestur en Koltur. In 1349 werd het dorp zwaar getroffen door een epidemie van de Zwarte Dood.

## Externe links

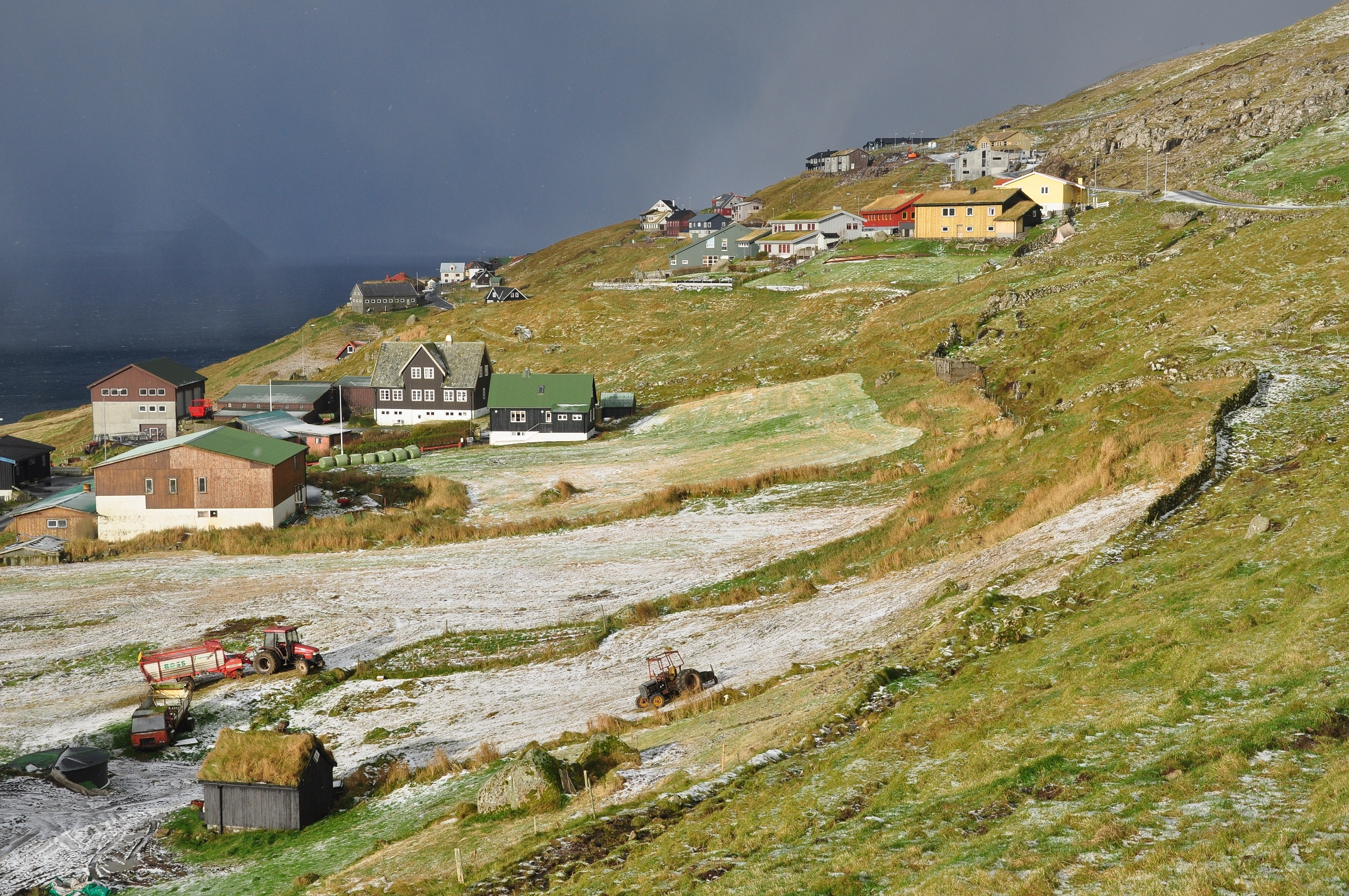
Velbastaður
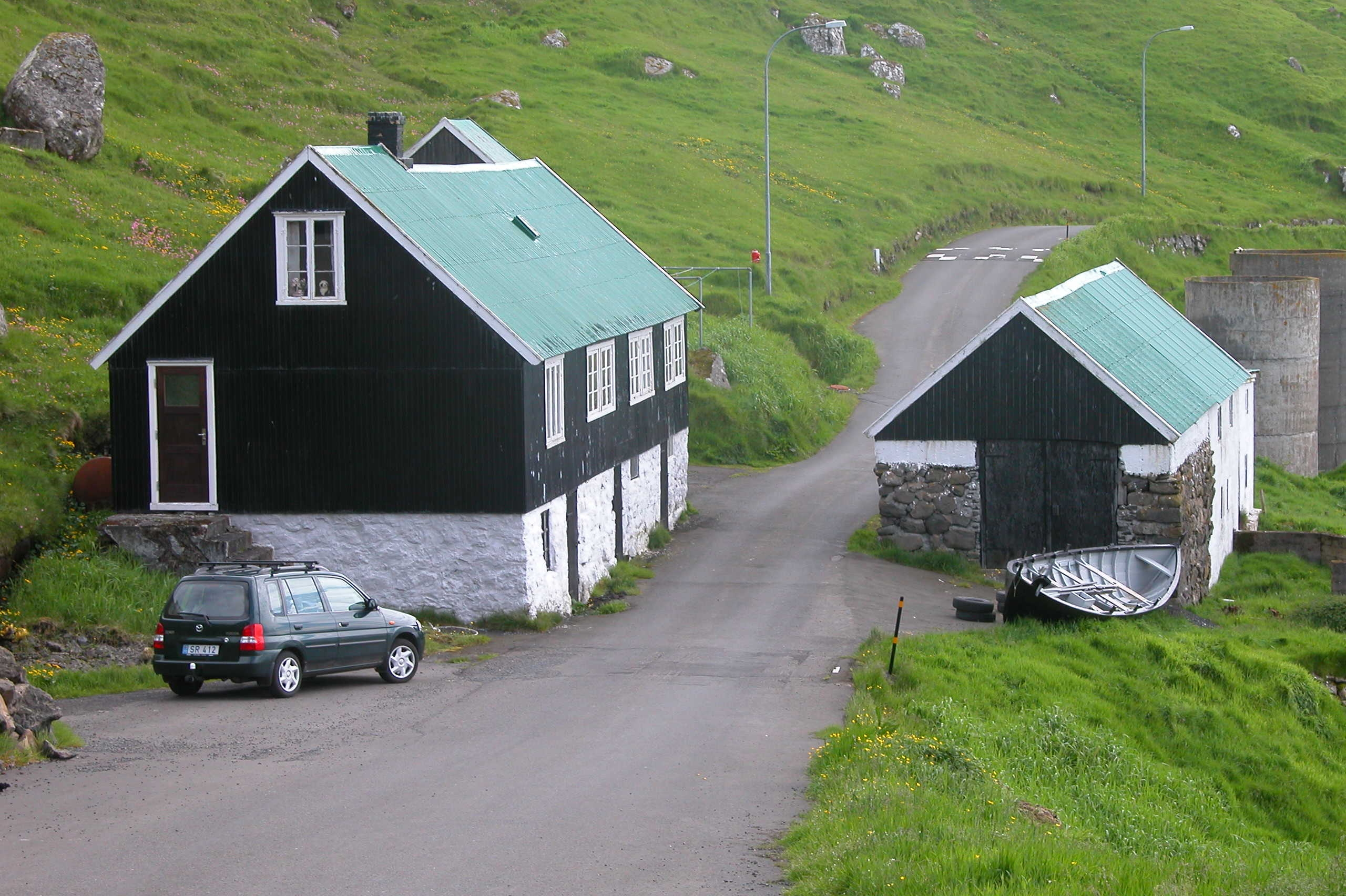
Tafereel in Velbastaður.
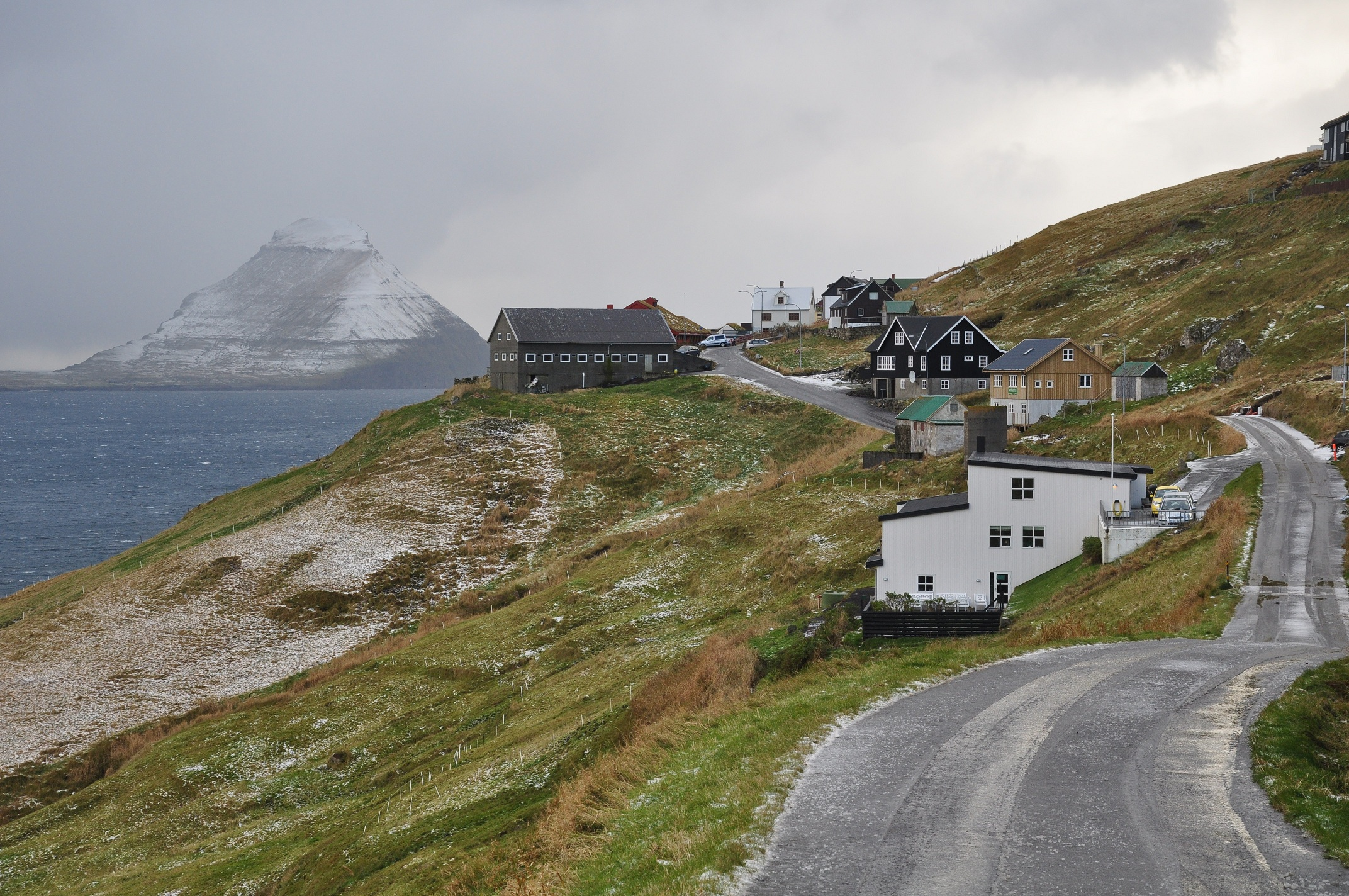
Velbastaður. Links het eiland Koltur